# Balistes capriscus
Balistes capriscus, mais conhecido por zagarra, é uma espécie de água salgada, pertencente à família Balistidae. A espécie, Balistes capriscus, foi descrita em 1789 por Gmelin.

## Descrição
Peixe-porco é o nome comum dado aos peixes tetraodontiformes da família Balistidae. O nome de peixe-porco, advém do som que emitem ao serem removidos da água, parecendo-se muito com o som de um porco), mas é também conhecido pelos nomes comuns de peroá, acarapicu e porquinho.
É um peixe muito conhecido por seguir ou perseguir mergulhadores e por vezes apresentar um comportamento agressivo, em que mordem tudo o que lhe aparece à frente. 
Este  é um peixe que apresenta uma ampla distribuição em todas as costas do Atlântico, é também um peixe muito valorizado tanto pelas pescarias comerciais como recreativas. A sua carne é considerada de excelente qualidade. Pode ser consumido fresco, fumado e seco / salgado. No Brasil, a sua pele é utilizada para chás que dizem possuir efeitos benéficos para o tratamento da asma.
A pressão das frotas pesqueiras de diferentes países, têm levado a uma sobre-exploração de alguns estoques e assim, a espécie é considerada vulnerável pela IUCN Red List, com uma tendência decrescente para a sua população.

## Informação nutricional
Balistes capriscus é caracterizado por possuir um elevado nível de proteína (20,0 + 0,12%). A quantidade total de aminoácidos atinge até as 18,52 g por 100 g de produto, sendo a leucina e a lisina predominantes entre os aminoácidos indispensáveis, sendo que os aminoácidos limitantes estão ausentes. Quanto ao conteúdo total de ácidos gordos biologicamente ativos, Balistes capriscus não é muito diferente do bacalhau tradicional. O alto valor biológico apresentado por  Balistes capriscus é confirmado por altas taxas e grau de separação de ligações peptídicas por protéases. A magnitude da utilização das proteínas, na nossa alimentação, do peixe-galo (Zeus faber) e do bacalhau (Gadus morhua) são idênticas à do peixe-porco (Balistes capriscus).

## Morfologia e aparência

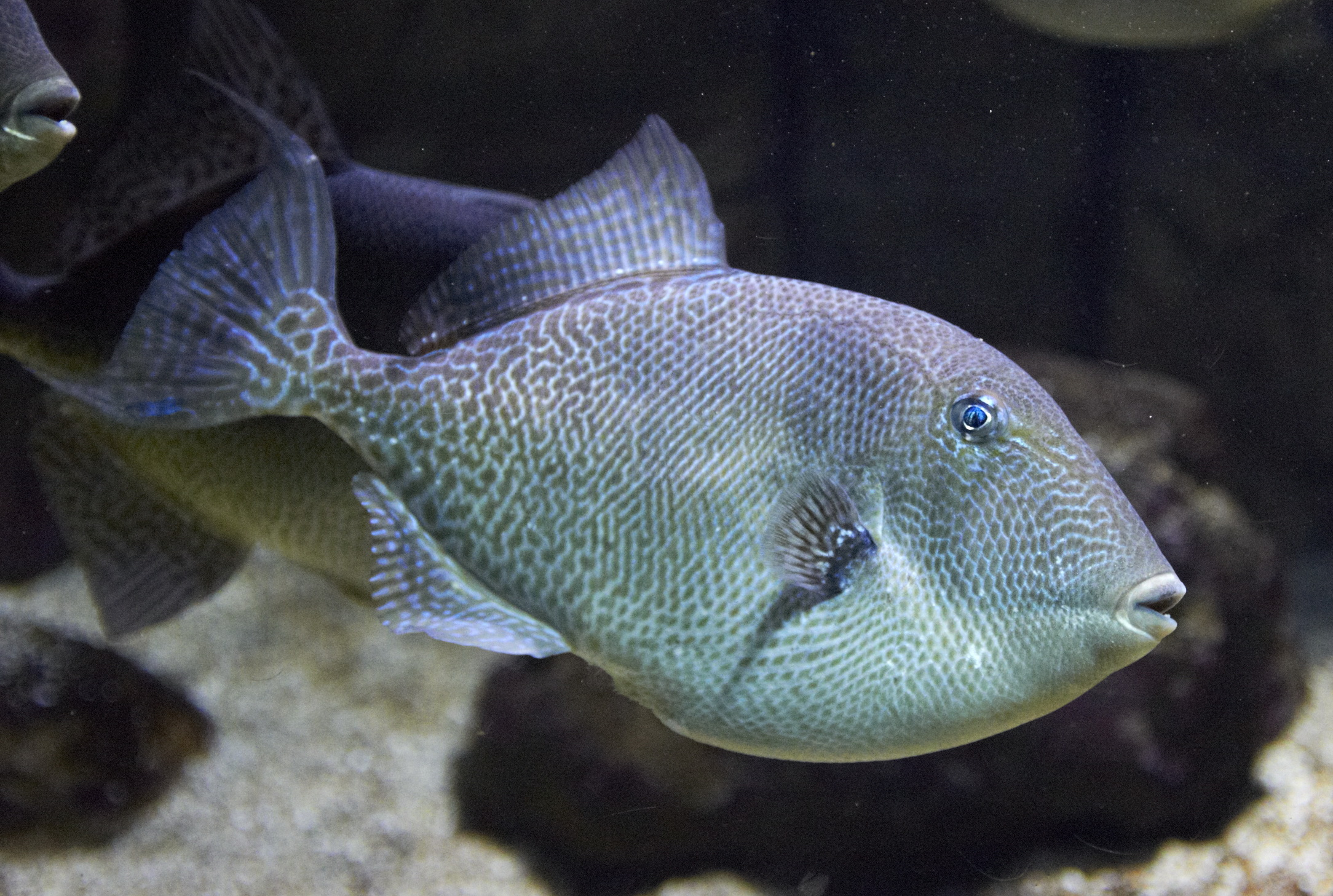

Balistes capriscus, é caracterizado pela sua pele rígida e acinzentada, as suas escamas formam um padrão com tons azulados. Como coloração possuem também pequenas manchas azuis claras na metade superior do corpo e extremidades medianas, e linhas curtas irregulares no ventre. Têm uma boca pequena, com uns olhos pequenos, mas estes encontram-se distantes da boca. Têm também uma 1ª aleta dorsal com 3 espinhos, os seu dentes são fortes e especializados para poderem perfurar a carapaça dura de certas presas. As suas escamas, na zona frontal do corpo assemelham-se a placas, mas na zona posterior são mais suaves. As suas barbatanas peitorais são curtas e arredondadas e as suas aletas dorsais estão separadas.

## Habitat e ecologia
São animais muito resistentes a flutuações no meio ambiente. Eles podem ser encontrados no Atlântico Oriental, Mediterrâneo, Angola, Nova Escócia (Canadá), Bermudas e também desde o Norte do Golfo do México até a Argentina. Habitam em baías, portos e recifes. Os juvenis da espécie andam à deriva com o sargaço até mais tarde afundarem. São normalmente animais solitários, mas também podem ser encontrados em pequenos grupos.
Balistes capriscus, apresenta uma distribuição vertical, compreendida entre os 0 e os 100 metros, no entanto, são normalmente encontrados entre os 0 e os 50 metros, a sua distribuição está normalmente associada à variação da termoclina. 

## Biologia e comportamento
Apresentam uma longevidade estimada até aos 13 anos, com um comprimento médio de 40 cm e um comprimento máximo de 60 cm. O seu peso varia à volta das 90 gramas e os 2 quilos. São predadores diurnos e alimentam-se principalmente de invertebrados bentónicos como o camarão, caranguejos, ouriços do mar, estrelas do mar, pepinos do mar e moluscos bivalves. 
Os juvenis são normalmente predados por atuns, marlins e dourados enquanto que garoupas e tubarões preferem alimentar-se de exemplares adultos desta espécie. 
Durante um estudo, foi possível observar um comportamento de alimentação interessante. Estes animais, assumiram uma posição vertical a pouco centímetros acima do fundo do mar, e em seguida dirigiram um fluxo de água para a areia com força suficiente para mover o sedimento, de modo a alcançar organismos que vivem abaixo do substrato do fundo marinho. Caso, não encontrasse nenhuma presa de interesse, o animal deslocava-se cerca de 3 metro e voltava a repetir o mesmo processo até conseguir encontrar uma presa.

### Reprodução e ciclo de vida
A espécie tem uma idade de primeira maturação aos 2 anos de idade, as fêmeas, quando atingem cerca de 16.9 cm e os machos quando atingem um comprimento de aproximadamente 20 cm. Nos ovários, além de células de reserva, a fêmeas desta espécie possuem vários lotes de células germinativas que se encontram em diferentes estádios de desenvolvimento, a desova pode então ocorrer de uma forma fracionada ou quando todas essas células germinativas atingirem a fase matura (hipótese de desenvolvimento síncrono e desova total).

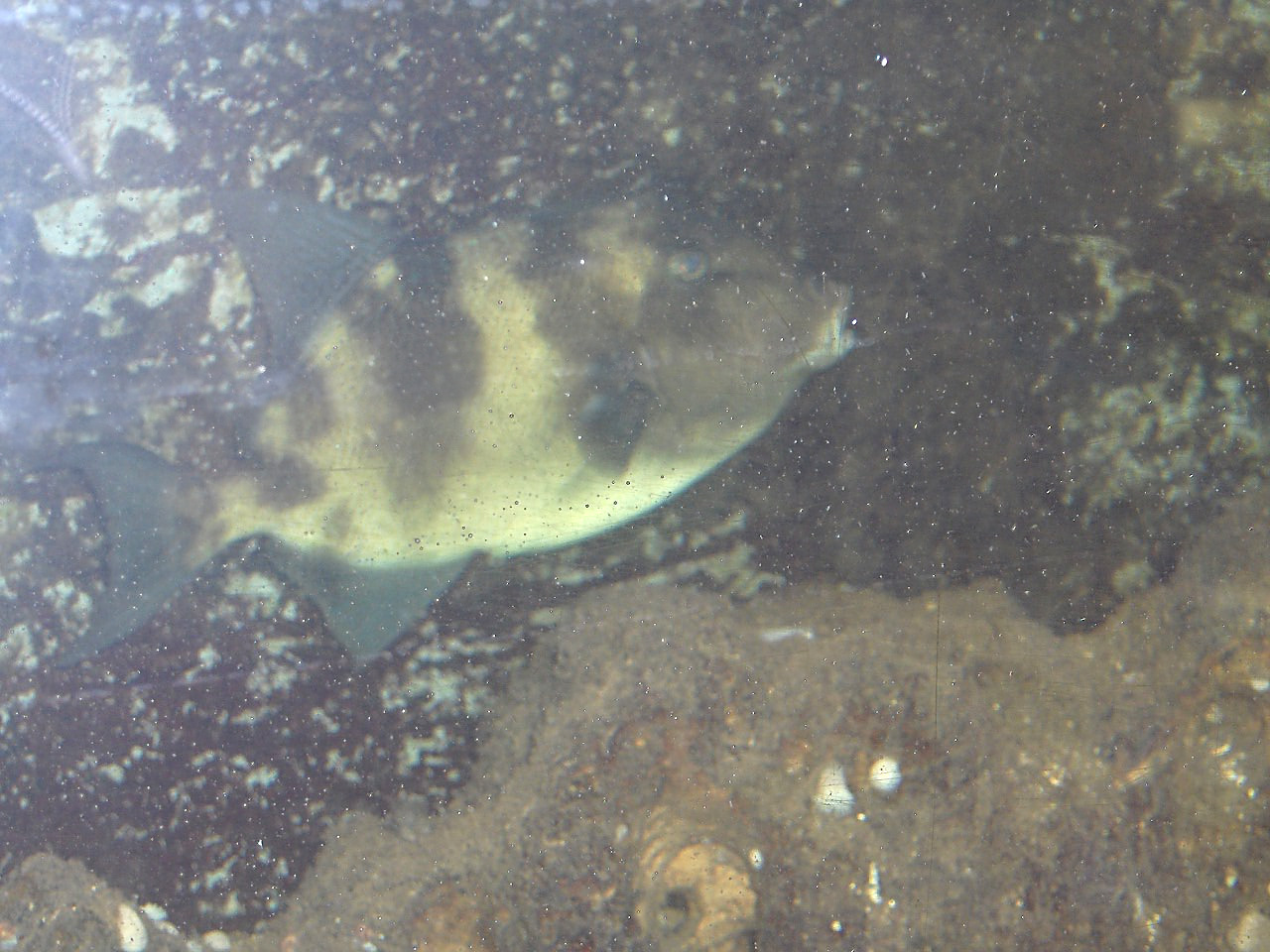
Coloração característica da época reprodutiva

Na época de reprodução, entre Julho e Setembro, após uma subida da temperatura até aos 21ºC, Balistes capristes, constroem os seus ninhos no substrato do fundo do mar. O macho apresenta uma alteração na sua coloração, é ele que estabelece um território à volta do recife enquanto a fêmea constrói o ninho demersal no sedimento circundante. Após a construção do ninho, exibem círculos elaborados ao redor um do outro, com o macho a conduzir a fêmea em direção ao ninho. Os dois peixes circundam-se por alguns minutos, antes da liberação de gametas demersais, produzem entre 50 000 a 100 000 ovos. Os cuidados parentais dos ovos são realizados por ambos os sexos e os ovos que sobrevivem à predação, eclodem num intervalo de tempo compreendido entre 48 a 55 horas. Após a eclosão dos ovos, as larvas migram de Balistes capriscus, sobem até à superfície onde muitas vezes se associam ao sargaço, alimentando-se de algas, poliquetas, entre outros. A quantidade de sargaço varia muito de ano para ano, as altas taxas de sobrevivência de juvenis estão muitas vezes correlacionadas com uma elevada produção de sargaço. Ao atingirem cerca de 15 cm, os juvenis abandonam o sargaço e afundam.
No entanto ao contrario das outras descrições referentes à reprodução desta espécie, no Brasil, Balistes capriscus, na costa do Estado de São Paulo, demonstrou apresentar a sua atividade reprodutiva entre Novembro e Abril, e a sua desova em um período compreendido entre os meses de Novembro a Fevereiro, com um pico em Dezembro.

## Portugal
Encontra-se presente em Portugal na costa continental e nas ilhas, onde é uma espécie nativa e ocasional.
Não faz parte, no entanto, da lista das principais espécies de pescadas no mar.
Os seus nomes comuns são cangulo ou cangulo-cinzento (português brasileiro) ou peixe-porco (português europeu).

## Pesca
Pescarias do Atlântico com um maior impacto sobre a população de Balistes capriscus:

### Golfo do México
Uma avaliação referente ao stock de Balistes capriscus no Golfo do México indica que taxa atual de exploração não é sustentável. Tem-se vindo a observar uma diminuição constante no volume de desembarques desde o grande pico de exploração deste recurso no ano de 1990. Atualmente os desembarques encontram-se abaixo do valor MSY (valor onde o rendimento é o mínimo sustentável). Foram estimadas para este stock, níveis de biomassa muito baixos para taxas de exploração muito altas. Esta evidência sugere que o stock se encontra sobrecarregado e que as capturas devem, pelo menos, manter-se constantes, se não reduzidas, para que a população volte a alcançar valores sustentáveis que não impliquem uma rutura no stock. A biomassa de reprodutores a norte do Golfo do México, sofreu uma diminuição de cerca de 43% a 58%, ao longo de 3 gerações. Um plano para a recuperação do stock foi desenvolvido pelo Conselho de Gestão das Pescas do Golfo do México e implementado pelo Serviço Nacional de Pescas Marinhas em Agosto de 2008, de forma a garantir a recuperação sem comprometer os stocks, é um compromisso que tem sido seguido, segundo os princípios da sustentabilidade no entanto, mas no entanto ainda não se observaram quaisquer indícios relativos à recuperação do stock.

### Brasil
No Brasil, esta espécie foi alvo de uma captura intensivamente pela frota industrial ao longo de 20 anos. No passado era uma espécie incluída na categoria de peixe - “diversos”, mas ao longo dos últimos 15 anos tem se tornado um recurso pesqueiro muito valioso para a população visto que depende muito do comércio deste peixe. É atualmente uma das espécies mais capturadas pela pesca comercial. O uso intensivo de redes de arrasto é uma das principais teorias para a sua sobre-exploração, cerca de 46% das capturas foram compostas por peixes imaturos, o que aumenta a probabilidade de ocorrência de uma sobrepesca em crescimento. Uma captura com estas características não permite uma recuperação dos stocks.
Foi então, descrito um declínio acentuado para os desembarques referentes a São Paulo, Rio Grande do Sul e Espírito Santo. O stock de Espírito Santo, anunciou a extinção comercial desta espécie devido ao colapso do seu stock. 

### Golfo da Guiné
Esta espécie já dominou o ecossistema do Golfo da Guiné, em que estava presente em abundância, especialmente do Gana para a Serra Leoa, ao longo de quase 20 anos. No entanto, as capturas anuais desta espécie sofreram um declínio drástico. Isto torna-se especialmente notável no Gana, onde os desembarques têm sofrido um declínio muito acentuado desde o ano de 1989.